# Theres
Theres település Németországban, azon belül Bajorországban. Lakosainak száma 2772 fő (2023. december 31.).

## Népesség
A település népessége az elmúlt években az alábbi módon változott:
| Lakosok száma | 2188 | 1319 | 2691 | 2697 | 2699 | 2718 | 2697 | 2751 | 2762 | 2772 |
|               | 1970 | 1975 | 2011 | 2012 | 2014 | 2015 | 2017 | 2019 | 2022 | 2023 |